# Linda Wessberg
Linda Wessberg, née le 13 juin 1980 à Göteborg, est une golfeuse suédoise.

## Palmarès

### Solheim Cup
- Choix de la capitaine pour la Solheim Cup 2007

### Circuit Européen
- 2006 : Wales Ladies Championship of Europe
- 2007 : Vediorbis Open de France Dames

### Championnats d'Europe
- 2018 : médaille d'or par équipes